# Blons
Blons ist eine Gemeinde im Großen Walsertal in Österreich in Vorarlberg im Bezirk Bludenz mit 351 Einwohnern (Stand 1. Jänner 2025). Diese wurde nach dem gleichnamigen Dorf benannt, der der Hauptort ist und in dem sich die Gemeindeverwaltung befindet.

## Geografie
Blons liegt auf der Nordseite des Großen Walsertals. Die Grenze im Süden bildet die Lutz, im Osten der Ladritschbach, im Westen der Rüffibach und der Höhenrücken zwischen Rüffibach und Mühletobel. Von der Lutz, deren tiefster Punkt in der Gemeinde etwa 700 Meter hoch liegt, steigt das Land nach Norden bis auf knapp 2000 Meter an. Die höchsten Berge sind die Löffelspitze mit 1962 Meter Höhe im Nordwesten und das Pfrondhorn mit 1949 Meter im Norden.
Die Gemeinde hat eine Fläche von fünfzehn Quadratkilometer. Davon sind siebzehn Prozent landwirtschaftliche Nutzfläche, 44 Prozent Wald und 32 Prozent Almen.

### Gemeindegliederung
Es existieren keine weiteren Katastralgemeinden in Blons.

Panorama von Blons und dem Großen Walsertal (Blick von Raggal) im November 2011

Ortsteile der Gemeinde sind:
- Blons
- Oberblons
- Valentschina
- Walkenbach

### Nachbargemeinden
| Laterns (FK) | Damüls (B)                                  |            |
| St. Gerold   | Kompassrose, die auf Nachbargemeinden zeigt | Fontanella |
|              | Raggal                                      | Sonntag    |

## Geschichte
Die Erstbesiedlung erfolgte im 11. oder im 12. Jahrhundert durch Rätoromanen. Im 14. Jahrhundert verdrängten deutschsprechende Walser die romanische Bevölkerung. Die herrschenden Habsburger regierten die Orte in Vorarlberg wechselnd von Tirol und Vorderösterreich (Freiburg im Breisgau) aus. Von 1805 bis 1814 gehörte der Ort zu Bayern, dann wieder zu Österreich.
Zum Bundesland Vorarlberg gehört Blons seit dessen Gründung 1861. Der Ort war von 1945 bis 1955 Teil der französischen Besatzungszone in Österreich.

### Lawinenwinter 1954
Zwischen dem 10. und 12. Januar 1954 gingen in Blons 13 Lawinen ab, die 57 Menschen das Leben kosteten. Ein Denkmal von Eugen Jussel erinnert heute noch daran. Die Opfer wurden in einem Gemeinschaftsgrab beim Kirchhof bestattet.
- Siehe auch: Lawinenkatastrophe  von 1954  in Vorarlberg

Frühere verheerende Lawinen gingen in den Jahren 1497, 1689, 1717, 1806, 1808 und 1853 in Blons nieder.

### Bevölkerungsentwicklung
Der Anteil nicht österreichischer Staatsbürger lag Ende 2002 bei 5,2 Prozent und 2018 bei 13,2 Prozent. Davon kam etwa die Hälfte aus Asien und ein Drittel aus EU-Staaten.
Seit 1991 ist die Wanderungsbilanz negativ. Bis 2001 konnte dies durch eine stark positive Geburtenbilanz ausgeglichen werden. Von 2001 bis 2011 nahm die Abwanderung zu, sodass es trotz positiver Geburtenbilanz zu einer Abnahme der Bevölkerungszahl kam.

## Kultur und Sehenswürdigkeiten

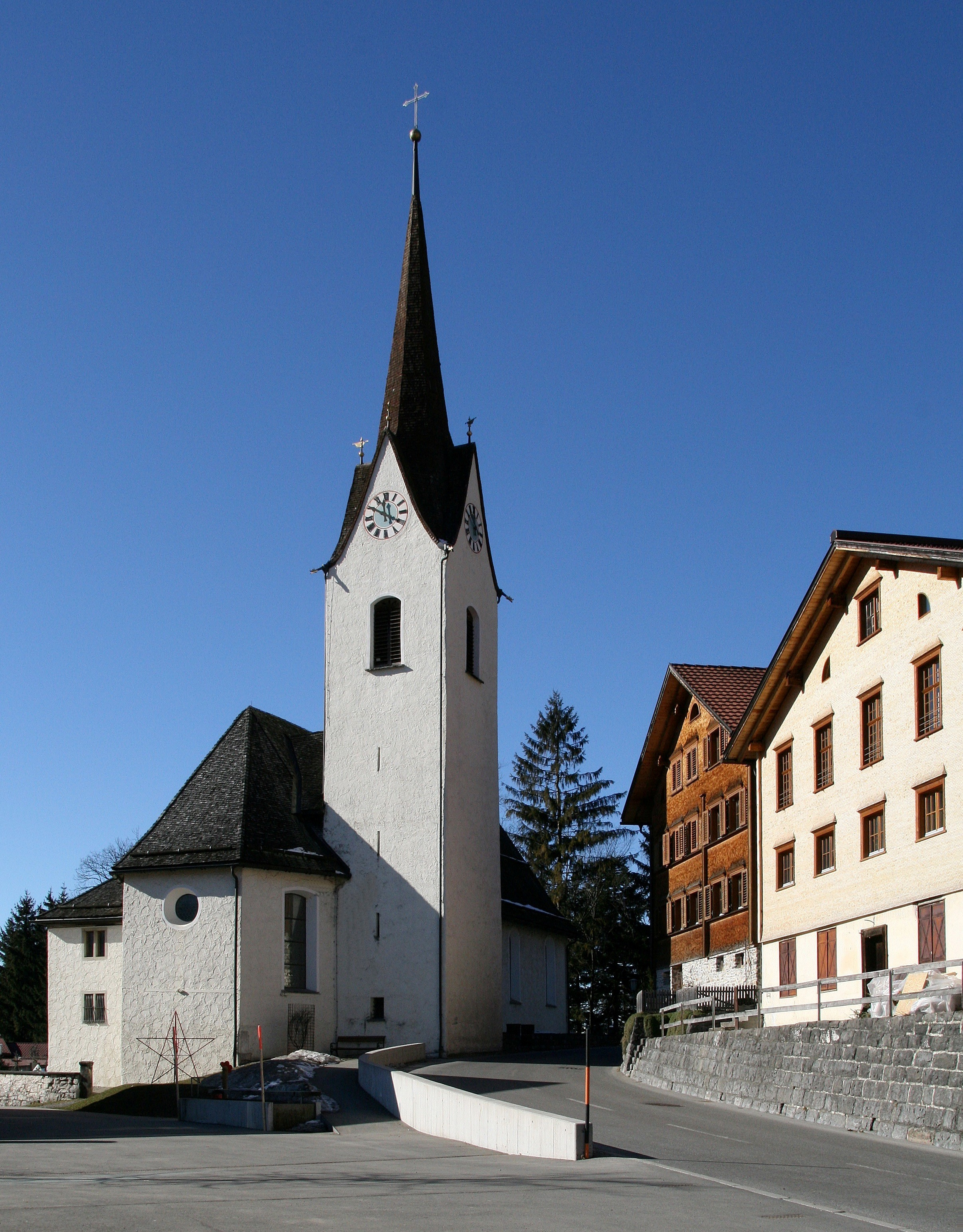
Pfarrkirche Blons

- Katholische Pfarrkirche Blons Unsere Liebe Frau Unbefleckte Empfängnis
- Lawinendokumentationszentrum zur Lawinenkatastrophe in Blons
- Puppenmuseum Blons – Spielzeuge und Kinderbücher von 1860 bis 1960

## Wirtschaft und Infrastruktur
Es gibt in Blons insgesamt 40 Unternehmen mit 43 Arbeitsstätten (Stand 2020).In diesen Arbeitsstätten sind insgesamt 99 Arbeitnehmer beschäftigt.  Blons verfügt über ein Glasfasernetz, das etwa 70 Haushalte mit FTTH erschließt.
Im Ort gibt es einen Dorfladen, in dem man Lebensmittel und regionale Produkte aus dem Großen Walsertal kaufen kann. Außerdem gibt es eine Arztpraxis, die die medizinische Versorgung der Einwohner abdeckt.
Blons verfügt über einen Kindergarten, eine Volksschule sowie eine Mittelschule mit (Stand 2023/24) 163 Schüler/innen.

## Politik

### Gemeindevertretung

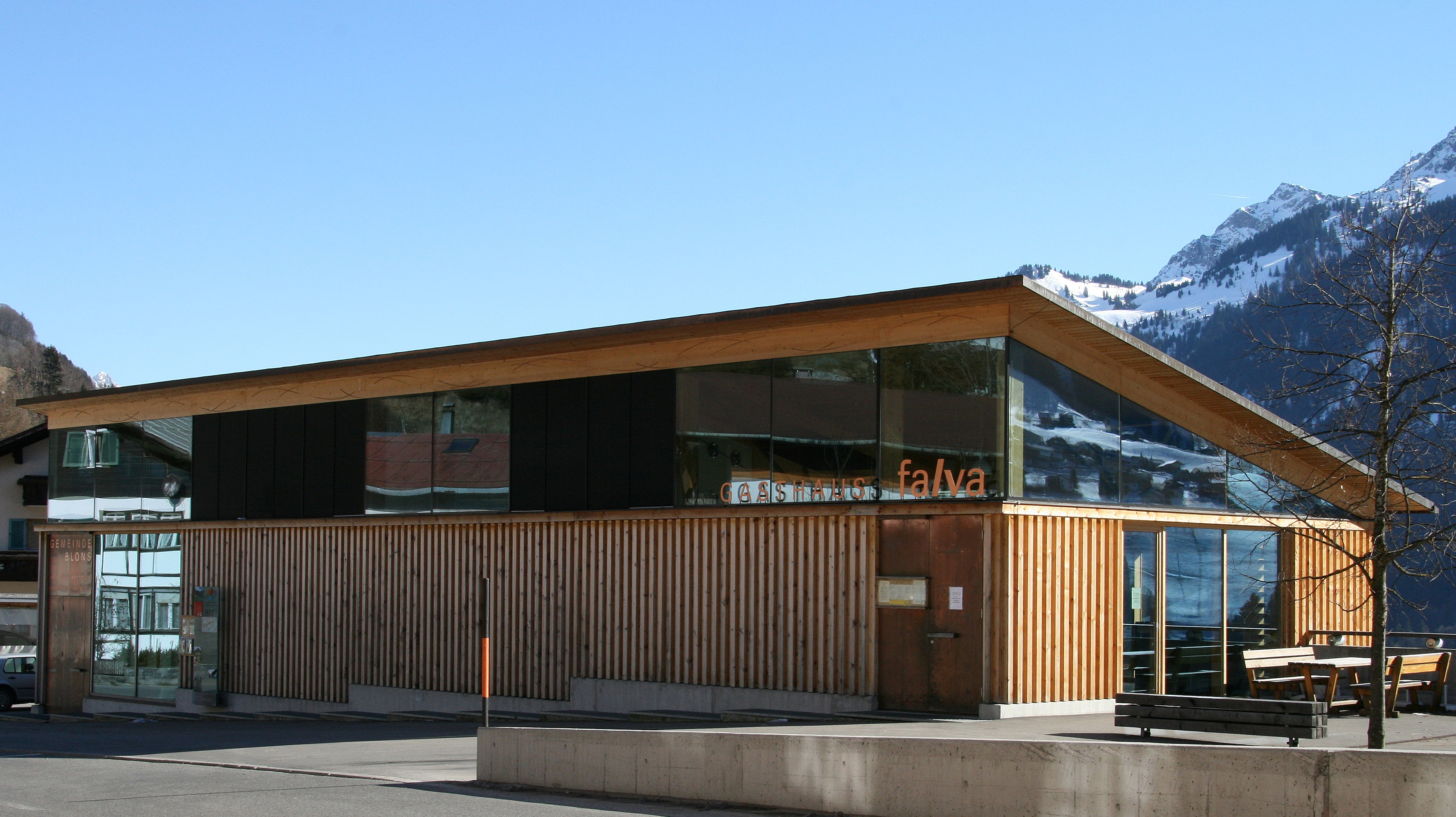
Gemeindezentrum Blons

In Vorarlberg wählen die Bürger alle fünf Jahre die Mitglieder der Gemeindevertretung durch Ankreuzen eines Listen-Wahlvorschlages bzw. durch Mehrheitswahl wenn kein Listenvorschlag vorliegt. Weiters den Bürgermeister durch Ankreuzen eines Wahlvorschlages.
Die Gemeindevertretung wählt in der konstituierenden Sitzung aus ihrer Mitte – sofern keine Wahl durch die Bürger zustande kam – gemäß § 61 Gemeindegesetz einen Bürgermeister und dann einen mindestens dreiköpfigen Gemeindevorstand. Die Zahl dieser „Gemeinderäte“ darf aber gemäß § 55 den vierten Teil der Zahl der Gemeindevertreter nicht übersteigen.
Der Bürgermeister führt den Vorsitz bei den generell öffentlichen Sitzungen der Gemeindevertretung, in denen kommunale Belange besprochen und Beschlüsse gefasst werden. Beobachter haben kein Mitspracherecht und kein Stimmrecht. Die Gemeindevertretung kann nach Bedarf Ausschüsse bestellen. Sitzungen des Gemeindevorstandes und der Ausschüsse sind nicht öffentlich.

#### Sitzverteilung nach den Wahlen
- Gemeindevertretungswahlen 1985: Einheitsl. ÖVP 9.[10]
- Gemeindevertretungswahlen 1990: ÖVP Blons 9.[11]
- Gemeindevertretungswahlen 1995: ÖVP-Blons 9.[12]
- Die Wahl der Gemeindevertreter erfolgte bei den Wahlen 2000, 2005, 2010, 2015, 2020 und 2025 mangels wählbarer Listen per Mehrheitswahl.[13][14][15][16][17][18]

### Bürgermeister
- 1945–1950 Otto Schnetzer[19]
- 1950–1955 Josef Jenny[19]
- 1955–1959 Josef Bischof[19]
- 1959–1962 Jakob Schäfer[19]
- 1962–1971 Josef Jenny[19]
- 1971–1985 Josef Bickel[19]
- 1985–2000 Erich Türtscher[19]
- 2000–2004 Otmar Ganahl[19]
- 2004–2021 Stefan Bachmann[19][20]
- seit 2021 Erich Kaufmann[21]

### Wappen
Der Gemeinde wurde 1969 folgendes Wappen verliehen: Im schräg geteilten Schild im oberen blauen Feld ein fünfzackiger silberner Walliserstern, im unteren silbernen Feld eine grüne Tanne in der Form einer alten Hausmarke.

## Persönlichkeiten

### Söhne und Töchter der Gemeinde
- Martin von Lorenz (1748–1828), geadelter kaiserlicher Staatsrat für kirchliche Belange und Unterricht, Rektor der Universität Wien und Schöpfer der österreichischen Schulreform von 1804
- Johann Müller (1868–1949), Pfarrer und Schipionier am Tannberg, Direktor der Wohltätigkeitsanstalt Valduna (1903–1938)